# Jsem slavná tak akorát
Jsem slavná tak akorát je český film režisérky Jitky Němcové. Jde o dokumentární film pojednávající o zpěvačce Zuzaně Michnové. Obsahuje rozhovory s hudebníky, kteří s ní dříve spolupracovali, i archivní záběry. Premiéra filmu byla původně naplánována na 31. březen 2013.
Film v roce 2013 v českých kinech vidělo 3 427 diváků.

## Recenze
- Mirka Spáčilová, iDNES.cz 24. srpna 2013
- František Fuka, FFFilm 25. srpna 2013